# 昂特赖格
昂特赖格（法語：Entraigues，法語發音：[ɑ̃tʁɛɡ]）是法国多姆山省的一个市镇，属于里永区。

## 地理
昂特赖格（45°53'24"N, 3°15'39"E）面积9.72 平方千米，位于法国奥弗涅-罗讷-阿尔卑斯大区多姆山省，该省份为法国中南部省份，北起阿列省接壤，东临卢瓦尔省，南至上盧瓦爾省和康塔爾省，西接科雷兹省和克勒兹省。
与昂特赖格接壤的市镇（或旧市镇、城区）包括：沙普、沙瓦鲁、埃讷扎、若兹、圣伊尼亚、圣洛尔。

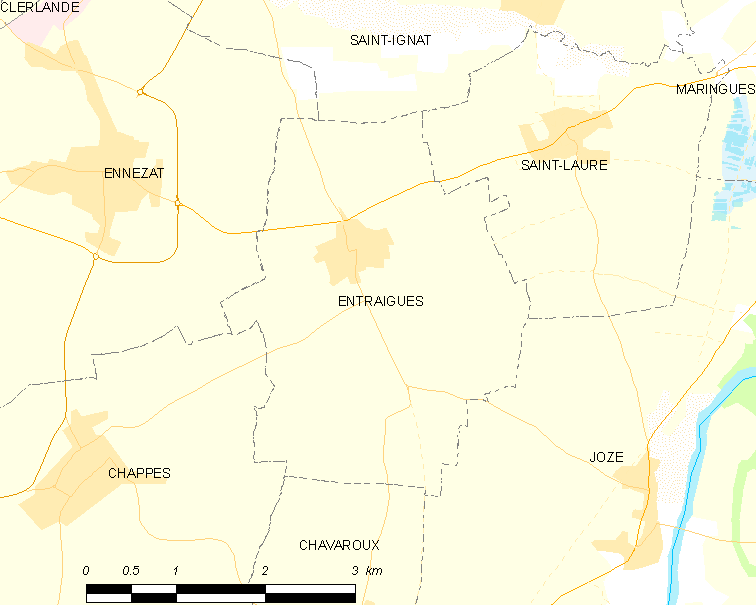
昂特赖格的OSM定位图

昂特赖格的时区为UTC+01:00、UTC+02:00（夏令时）。

## 行政
昂特赖格的邮政编码为63720，INSEE市镇编码为63149。

## 政治
昂特赖格所属的省级选区为艾格佩斯县。

## 人口

1962-2008年间昂特赖格人口变化图示

昂特赖格于2022年1月1日时的人口数量为732人。